# Teatr Narodowy (Warszawa)

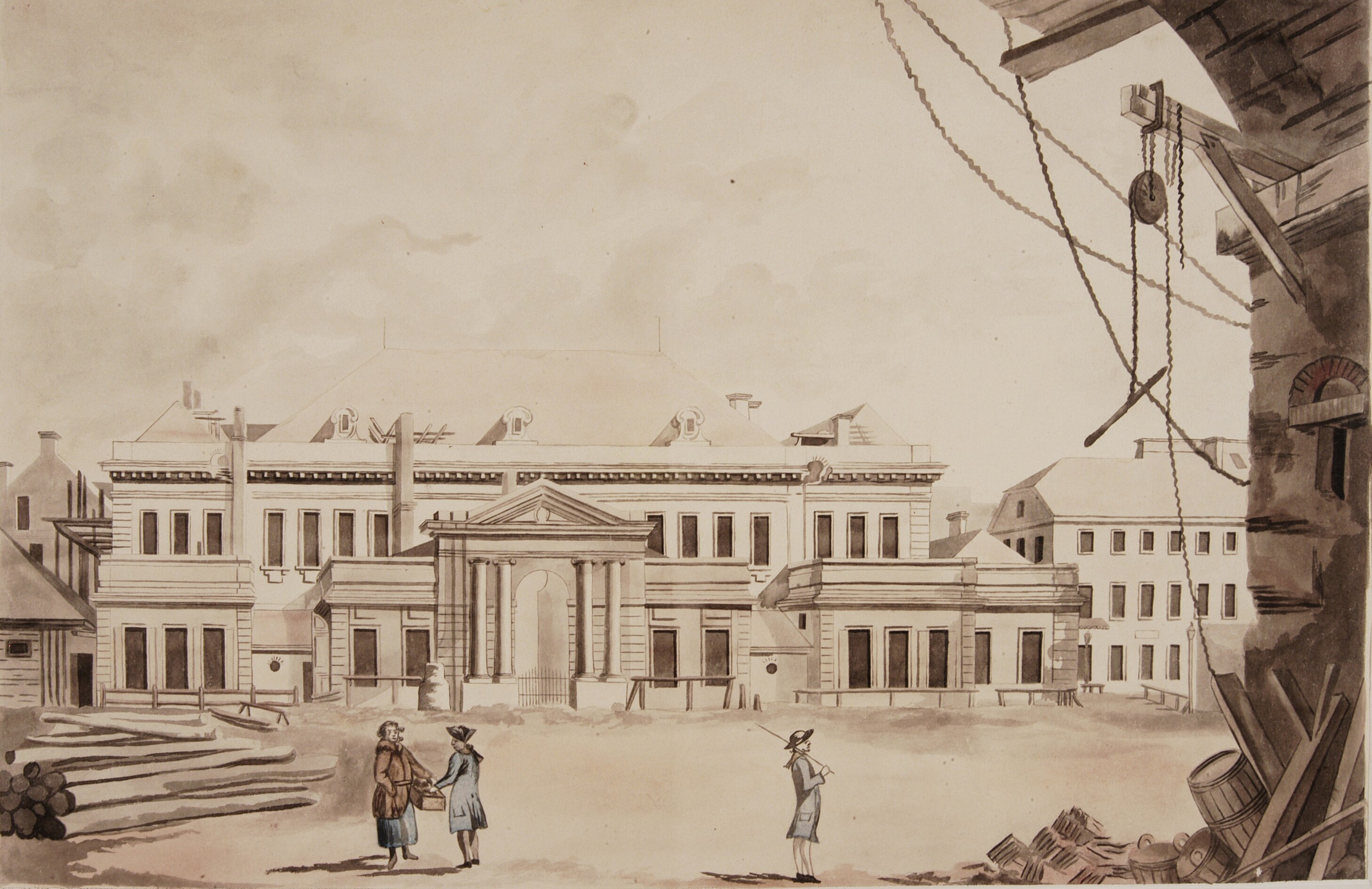
Zygmunt Vogel, Teatr Narodowy na placu Krasińskich w Warszawie, ok. 1791

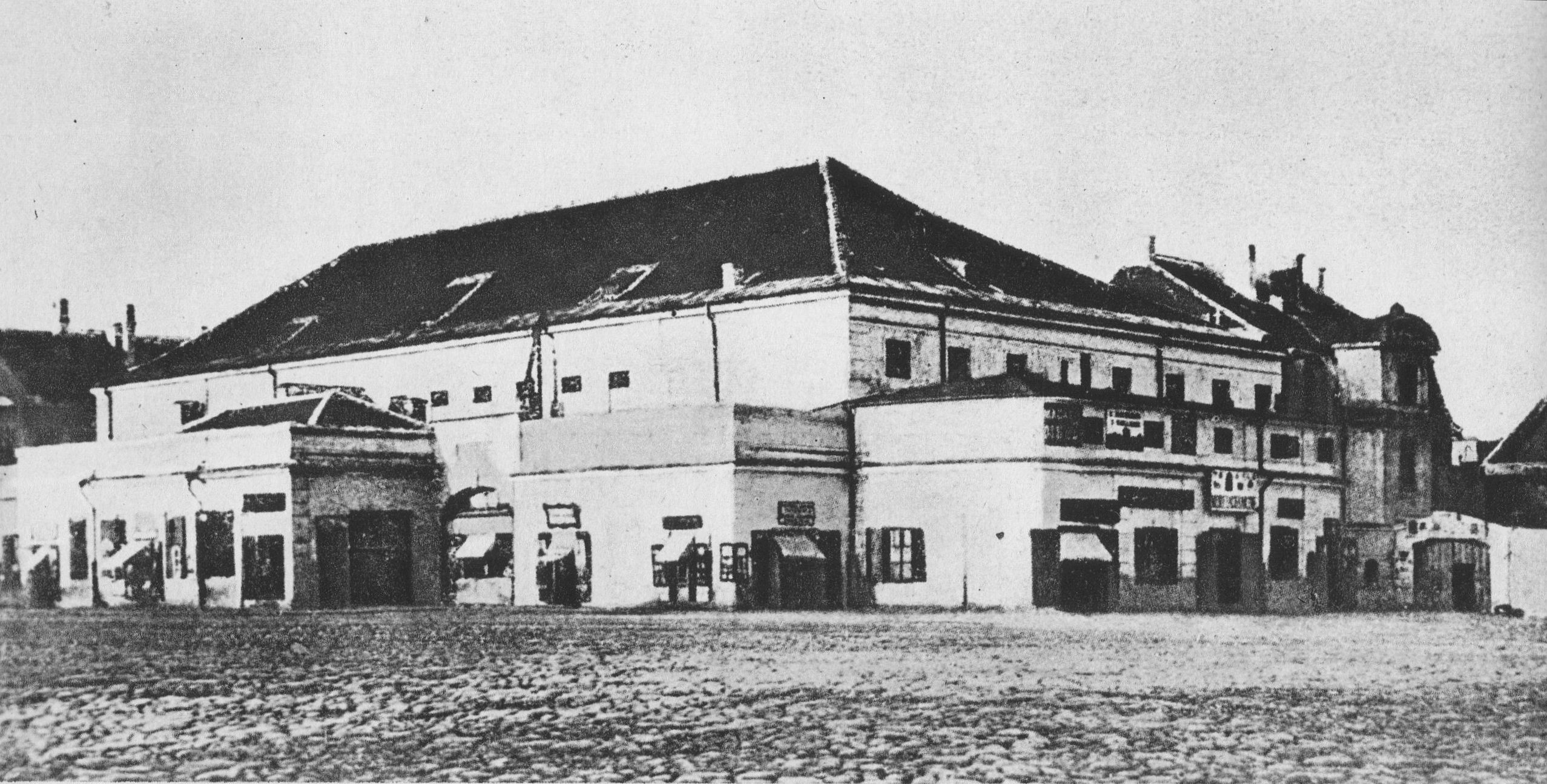
Budynek Teatru Narodowego na placu Krasińskich w 1873 (rozebrany w 1884)

Teatr Narodowy – najstarszy istniejący do dziś teatr w Polsce, założony w 1765 w Warszawie przez króla Stanisława Augusta Poniatowskiego.
Teatr Narodowy jest dzisiaj jednym z czterech teatrów o statusie instytucji narodowej, o szczególnym znaczeniu dla polskiej kultury – podlega bezpośrednio Ministrowi Kultury i Dziedzictwa Narodowego. Minister powołuje jego dyrektora. Oprócz Teatru Narodowego w Warszawie, podobny status posiadają jeszcze: Narodowy Stary Teatr im. Heleny Modrzejewskiej w Krakowie oraz dwa teatry operowe Teatr Wielki – Opera Narodowa w Warszawie, z którym Teatr Narodowy dzieli gmach przy placu Teatralnym, oraz Polska Opera Królewska.
Dyrektorem Teatru jest Krzysztof Torończyk (od 1998 roku), dyrektorem artystycznym Jan Englert (od 2003 roku).

## Historia

### Początki (1764–1778)
Początki Teatru Narodowego sięgają epoki oświecenia. 19 listopada 1765 roku w nieistniejącym dziś budynku Operalni przy ul. Królewskiej, odbyła się premiera Natrętów Józefa Bielawskiego, komedii opartej na pomyśle zaczerpniętym z Molière’a. Był to pierwszy spektakl powołanego przez króla Stanisława Augusta Poniatowskiego stałego, zawodowego i publicznego zespołu. Nosił nazwę „Aktorowie Narodowi Jego Królewskiej Mości” i funkcjonował w tym samym budynku co zespoły francuski, niemiecki i włoski. Wyróżniał się tym, że grał w ojczystym języku, sztuki rodzimych autorów. Dopiero po kilkunastu latach usankcjonowano nazwę Teatr Narodowy.
Powołanie narodowej sceny było jednym z elementów projektowanej przez króla reformy edukacji, obyczaju i życia kulturalnego upadającej Rzeczypospolitej. Pierwsza sztuka ośmieszała w swej treści różnorodne typy sarmackiego myślenia i propagowała nowe postawy (komedie były gatunkiem utworów scenicznych szczególnie hołubionym przez reformatorów). Kolejne wystawione w Operalni komedie, zwłaszcza Bohomolca i Bielawskiego, przeciwstawiały sobie dwie generacje – starych, zacofanych, ubranych w kontusz sarmatów i młodych, ubranych we francuskie stroje, wygłaszających postępowe idee.
Operalnia Saska na rogu ul. Królewskiej i ul. Marszałkowskiej służyła teatrowi jedynie przez kilka lat. Szybko popadła w ruinę i została rozebrana w 1772 roku. Zespół przeniósł się do Pałacu Radziwiłłów na Krakowskim Przedmieściu, a potem, w roku 1778 do budynku na placu Krasińskich.

### Wojciech Bogusławski
Oblicze Teatru Narodowego ukształtował na przełomie XVIII/XIX wieku Wojciech Bogusławski – aktor, reżyser, tłumacz, pedagog, dyrektor teatrów. Dlatego, chociaż w chwili powołania Teatru Narodowego Bogusławski był dość młody, uznaje się go za „ojca teatru polskiego”. Szczególnie gorący był okres jego drugiej dyrekcji warszawskiej. Przypadła ona na lata obrad Sejmu Czteroletniego, który miał doprowadzić do naprawy systemu politycznego Rzeczypospolitej. W 1794 roku wybucha powstanie Kościuszkowskie będące reakcją na drugi rozbiór Polski (1793). W 1795 roku następuje trzeci rozbiór Polski, która podzielona między Rosję, Prusy i Austrię znika z mapy Europy na 123 lata. W wizji Bogusławskiego teatr miał być orężem w walce o patriotyczne, obyczajowe i estetyczne wychowanie widzów. Był to model teatru obywatelskiego, politycznego i zaangażowanego w życie narodu. Jak każdy naród, który przez wiele lat nie miał swojej państwowości, i Polacy, przywiązując ogromną wagę do zachowania języka i obyczaju, w kultywowaniu tradycji widzieli sposób na zachowanie tożsamości narodowej.

### Warszawskie Teatry Rządowe
14 kwietnia 1810 dekretem Fryderyka Augusta powołana zostaje Rządowa Dyrekcja Teatrów, której statut opracowywany jest pod kierunkiem Wojciecha Bogusławskiego. W 1822 zmienia się jej nazwę na Dyrekcję Teatrów i Wszelkich Widowisk Dramatycznych i Muzycznych w Królestwie, a w 1833 na Warszawskie Teatry Rządowe. Mocą dekretu rządowego teatry podległe Dyrekcji Rządowej otrzymują prawa i obowiązki „instytucji dobra publicznego”, o budżecie z „funduszów specjalnych”. Te fundusze zasila wywalczony przez Wojciecha Bogusławskiego podatek widowiskowy na rzecz teatru. W ten sposób instytucje sceny narodowej utrzymywane są przez całe społeczeństwo i carski budżet. Warszawskie Teatry Rządowe będą istnieć do lipca 1915 roku.

### Wiek XIX
W 1833 roku Antonio Corazzi ukończył nowy gmach teatralny swojego projektu i Teatr Narodowy wyprowadził się z budynku przy placu Krasińskich. Ostatnie przedstawienie, opera Hrabia Ory Gioacchina Rossiniego, odbyło się 21 lutego 1833. Trzy dni później, w niedzielę 24 lutego, operą Rossiniego Cyrulik sewilski teatr rozpoczął działalność w nowej siedzibie.
Po klęsce powstania listopadowego władze rosyjskie niechętnie patrzyły na kontynuowanie działalności Teatru pod szyldem Teatru Narodowego. Z rozkazu cara nazwano go Teatrem Wielkim. Nowa siedziba uprawomocniała coraz wyraźniejszy od początku wieku podział na trzy zespoły: opery, baletu i dramatu, z których każdy miał swojego kierownika. Zespół dramatyczny otrzymał miano Teatru Rozmaitości i zajął prawe skrzydło budynku – mieści się tam, po kilku przebudowach, do dziś. Rosyjscy prezesi Warszawskich Teatrów Rządowych (carscy generałowie) i nader czujna cenzura ograniczały repertuar do sztuk obyczajowych, fars, dramatów historycznych, wykluczając klasykę polską czy dramat romantyczny. O poziomie teatru w tym czasie nie decydował repertuar, lecz świetni aktorzy. W dziejach warszawskiego teatru ten okres znany jest jako „epoka gwiazd” – w Teatrze Narodowym grała między innymi Helena Modrzejewska (późniejsza gwiazda Ameryki). Teatr był wtedy jedynym, obok kościoła, miejscem, gdzie publicznie mówiono po polsku.

### Dwudziestolecie międzywojenne i II wojna światowa
Po opuszczeniu Warszawy przez Rosjan, w lipcu 1915 roku przestają istnieć Warszawskie Teatry Rządowe. W 1919 roku, po odzyskaniu niepodległości, scenę Rozmaitości trawi pożar. Po odbudowie, w 1924 roku, z inicjatywy Juliusza Osterwy, wybitnego aktora i pierwszego dyrektora narodowej sceny po wojnie, powrócono do tradycji Wojciecha Bogusławskiego i zmieniono nazwę z Rozmaitości na Teatr Narodowy.
Do wybuchu II wojny światowej Teatr Narodowy był prowadzony m.in. przez: Juliusza Osterwę, Jana Lorentowicza, Ludwika Solskiego, Aleksandra Zelwerowicza i Wilama Horzycę. Teatr Narodowy zwrócił się w tym czasie w stronę współczesnego dramatu polskiego. Grano m.in. utwory Szaniawskiego i Stefana Żeromskiego (np. słynna inscenizacja Uciekła mi przepióreczka w reżyserii Juliusza Osterwy z 1925 roku). Z powodzeniem grano komedie Fredry. Dla Teatru Narodowego pracował wybitny scenograf Wincenty Drabik. W zespole byli zatrudnieni na stałe lub okresowo najlepsi aktorzy lat międzywojennych: Stanisława Wysocka, Irena Solska, Kazimierz Junosza-Stępowski, Józef Węgrzyn, Karol Adwentowicz. Reżyserowali m.in.: Leon Schiller, Aleksander Zelwerowicz, Karol Adwentowicz. W 1928 roku w salach Redutowych Teatru Wielkiego stworzono kameralną scenę dramatyczną – Teatr Nowy. Obie sceny narodowe grały do pierwszych dni września 1939 roku, kiedy teatr spłonął w czasie oblężenia Warszawy. Prowizorycznie zabezpieczony, spalił się znów w czasie powstania warszawskiego, w 1944 roku, wraz z całą Warszawą. Ze wspaniałego budynku ocalały fasada i fragmenty bocznych skrzydeł.

### Odbudowa po wojnie
Gmach Teatru Narodowego oddano po wojnie Wojsku Polskiemu, które sfinansowało jego odbudowę. Instytucja wznowiła swoją działalność 12 października 1949 (w rocznicę bitwy pod Lenino), dramatem Jegor Bułyczow i inni Maksyma Gorkiego. Do współpracy zaproszono Leona Schillera. Reżyser powtórzył swoją inscenizację sprzed paru lat, Krakowiaków i Górali Wojciecha Bogusławskiego – śpiewogrę, która wystawiona w Teatrze Narodowym w 1794 odegrała dużą rolę w czasie insurekcji kościuszkowskiej.

### Dyrekcja Erwina Axera
W 1954 roku dyrekcję Teatru Narodowego powierzono Erwinowi Axerowi, młodemu reżyserowi zainteresowanemu współczesnym dramatem i skupiającemu wokół siebie nie tylko publiczność, ale także wpływową część środowiska teatralnego. W 1956 roku Chruszczow potępił stalinizm i nacisk ideologiczny w krajach bloku wschodniego osłabł. Nowy dyrektor wykorzystał moment politycznej odwilży nie tylko dla wprowadzenia nowego repertuaru, a także dla zerwania z obowiązującą estetyką socrealizmu. W 1956 roku na scenie pojawił się po latach przerwy wielki dramat romantyczny – Kordian Juliusza Słowackiego. Axer wystawił również Ostry dyżur Jerzego Lutowskiego, współczesny dramat, poruszający problematykę polskiej historii najnowszej (temat Armii Krajowej).

### Dyrekcja Wilama Horzycy
Teatr Narodowy w tym kształcie spotykał się z aprobatą. W 1957 roku Axer oddał jednak dyrekcję, proponując jednocześnie znakomitego następcę: Wilama Horzycę, twórcę polskiego teatru monumentalnego, wyprowadzonego z ducha romantyzmu i modernizmu, i współdyrektora sceny narodowej w latach 1937–1939 (najpierw dzielił dyrekcję z Ludwikiem Solskim, później z Aleksandrem Zelwerowiczem). Horzyca wystawia m.in. Księcia Homburgu Kleista i Za kulisami Norwida. Ambicją dyrektora było uczynienie z Teatru Narodowego polskiego odpowiednika Comédie-Française, z klasyką polską i obcą, jako głównymi filarami repertuaru.
Działania Horzycy nie zdobyły jednak uznania widzów i recenzentów, którzy nadrabiali teraz zaległości z pierwszej połowy lat 50. i zachłystywali się teatrem absurdu, egzystencjalizmem, awangardą francuską i amerykańską. Dyrekcja Horzycy została przerwana jego śmiercią w 1959 roku.
Po śmierci Horzycy powszechna stała się opinia, że Teatr Narodowy ma pecha: dyrekcje zmieniały się zbyt często, niezależnie od wyników artystycznych, ocen krytyki i środowiska teatralnego. Po dyrekcji Horzycy zostało jednak we władzach przekonanie o wyjątkowej roli Teatru Narodowego, o jego wielkim znaczeniu dla kultury.

### Dyrekcja Kazimierza Dejmka
W roku 1961 dyrektorem Teatru Narodowego został Kazimierz Dejmek. Reżyser przejął teatr po Władysławie Daszewskim, scenografie, który prowadził Scenę Narodową po śmierci Horzycy, czyniąc z niej scenę popularną.
Dyrekcja Dejmka to jeden z mitów polskiego środowiska teatralnego. Zapewne dlatego, że lata 1962–1968 stały się w historii tej sceny rewolucją. Dejmek starał się stworzyć żelazny repertuar, złożony z kanonu światowej (Sofokles, Molière, Shakespeare, Czechow) i polskiej klasyki (Słowacki, Mickiewicz, Norwid), najlepszego dramatu współczesnego, zbudować (przy pomocy krytyków teatralnych i historyków teatru) model organizacyjny teatru, jak i określić zadania Sceny Narodowej (np. kształcenie aktorów, tworzenie wzorców wymowy, gromadzenie dokumentacji teatralnej, prace wydawnicze). Dejmek, przesiąknięty ideami socjalistycznymi, zafrapowany schillerowskim teatrem popularnym i monumentalnym, sprawił, że scena Teatru Narodowego znalazła się w centrum polskiego życia artystycznego i szerzej – społecznego. Powstały m.in. Wilki z nocy Rittnera, w reżyserii Henryka Szletyńskiego, Grube ryby Bałuckiego w reżyserii Mariana Wyrzykowskiego. Dejmek wyreżyserował w Teatrze Narodowym m.in. Żywot Józefa Reja i Kordiana Słowackiego. Nie stronił też od tekstów współczesnych – wystawił m.in. Namiestnika Hochhutha, dramat odnoszący się do postawy Watykanu wobec zagłady Żydów w czasie II wojny światowej. Premiera Namiestnika odbyła się w kwietniu 1966, a zatem w kontekście konfliktu władz państwowych z Kościołem katolickim wokół obchodów Tysiąclecia Państwa Polskiego i Tysiąclecia chrztu Polski.

### SprawaDziadów
Dyrekcja Dejmka zakończyła się przedstawieniem Dziadów Adama Mickiewicza, które dały asumpt do tzw. „wydarzeń marcowych” – studenckiej i politycznej rewolucji w 1968 roku.
Mimo pochlebnych początkowo recenzji działaczy partyjnych i pozytywnej opinii delegacji pisarzy i dramaturgów Związku Radzieckiego zaczęły docierać od służb bezpieczeństwa sygnały, że fragmenty spektaklu Dejmka mają bardzo dwuznaczną wymowę. Doszło do tego, że spektakl uznano za religiancki, a do tego antyrządowy i co jeszcze gorsze – antyradziecki. Ostatecznie zakazano grać spektakl. Na ostatnim przedstawieniu, 30 stycznia 1968 roku, pojawiły się elita Warszawy i tłum młodzieży, który manifestacyjnie i owacyjnie demonstrował swoje poparcie dla inscenizacji Kazimierza Dejmka. Po spektaklu studenci zorganizowali pochód pod pomnik Adama Mickiewicza, za co zostali rozpędzeni przez milicję. Użyto pałek. Wydarzenia wokół przedstawienia nabrały szybko posmaku wielowątkowej i wielokierunkowej afery. W marcu zorganizowano na Uniwersytecie wiec w obronie studentów wyrzuconych za demonstrację w obronie Dziadów. W następnych dniach odbyły się studenckie manifestacje w Krakowie, Wrocławiu, Katowicach i Gdańsku, także strajki okupacyjne na uczelniach. Już w połowie marca odbył się wiec aktywu partyjnego, na którym I sekretarz PZPR, Gomułka, wygłosił antysemickie i antyinteligenckie przemówienie, częściowo poświęcone inscenizacji Dziadów. W tle studenckich protestów trwała bowiem walka o władzę wewnątrz PZPR. Wypowiedź Gomułki stała się sygnałem do usuwania osób pochodzenia żydowskiego z partii i stanowisk – czystki, która zmusiła do emigracji z Polski tysiące osób pochodzenia żydowskiego.

### Dyrekcja Adama Hanuszkiewicza
Następna dyrekcja to najdłuższa epoka w powojennej historii Teatru: Adam Hanuszkiewicz, aktor, reżyser dyrektorował teatrowi przeszło czternaście lat (1968–1982). W serii głośnych inscenizacji nowy dyrektor dokonywał rozliczeń z polską tradycją teatralną i dramatyczną. Hanuszkiewicz starał się, by przedstawienia były czytelne przede wszystkim dla młodzieży – bardziej chłonącej świat mass-mediów niż wysoką sztukę. Adaptował teksty, dbał o atrakcyjną obsadę, sztuki ozdabiał modnymi gadżetami. W Antygonie Sofoklesa grali młodzi, ubrani w codzienne, współczesne stroje aktorzy, a w Balladynie Słowackiego Goplana jeździła na motocyklu. Za jego kadencji do czołówki zespołu aktorskiego należeli m.in. Andrzej Łapicki, Wojciech Siemion, Piotr Fronczewski, Zofia Kucówna, Daniel Olbrychski.
Dyrekcja Hanuszkiewicza cieszyła się poparciem władz, powodzeniem u publiczności i dużej części prasy (podległej jednak władzy), ale wzbudzała poważne opory tych, którzy inaczej rozumieli funkcje Teatru Narodowego.
W 1973 roku Adam Hanuszkiewicz otworzył drugą scenę Teatru Narodowego, Teatr Mały, który będzie funkcjonować trzydzieści sześć lat, do roku 2009. Scenę inaugurowano Antygoną Sofoklesa – przedstawieniem dyplomowym PWST. Kolejne głośne premiery to Białe małżeństwo Różewicza w reżyserii Tadeusza Minca i Miesiąc na wsi Turgieniewa i Fedra Racine’a w reżyserii dyrektora. Teatr Mały stał się przede wszystkim teatrem aktorskim. Wystawiano w nim spektakle psychologiczne, wyciszone, bardzo starannie i skromnie reżyserowane.
W latach 1994–2003 scena była prowadzona przez Mieczysława Marszyckiego i Pawła Konica. Teatr Mały stał się wtedy jedną z najciekawszych scen impresaryjnych w Polsce, miejscem artystycznej konfrontacji różnych dziedzin twórczości.

### Stan wojenny
Mimo iż Hanuszkiewicz nie realizował ostrych politycznie przedstawień, został zmuszony do dymisji w czasie stanu wojennego, który wprowadzono 13 grudnia 1981 roku. Była to forma kary za brak poparcia władz oraz wyklaskiwanie przedstawień z aktorami, którzy poparli reżim.
W 1983 roku dyrekcję teatru objęli Jerzy Krasowski i Krystyna Skuszanka. Na znak protestu z teatru odeszła część aktorów. Ówczesna dyrekcja cieszyła się natomiast dużym poparciem władz. Teatr pozostawał tym samym w konflikcie ze środowiskiem teatralnym, które określało go mianem „reżimowego”, „teatru wysługującego się władzom”.

### Pożar i kolejna odbudowa
9 marca 1985 wybuchł pożar, który zniszczył scenę i jej otoczenie oraz widownię.
Po zmianie ustroju w 1989 ówczesna minister kultury i sztuki Izabella Cywińska podjęła decyzję o rozwiązaniu zespołu do momentu zakończenia odbudowy gmachu. W 1990 powołano Instytut Teatru Narodowego, który zajmował się archiwum teatru oraz w swym zarządzie miał Teatr Mały. Z różnorakich przyczyn, zarówno ekonomicznych jak i politycznych, odbudowa trwała aż do 1996. Zakończenie budowy, znakomite wyposażenie techniczne i nadanie teatrowi nowej struktury Teatr Narodowy zawdzięcza w dużej mierze Kazimierzowi Dejmkowi, jego byłemu dyrektorowi, który w latach 1993–1996 sprawował funkcję ministra kultury.

### Dyrekcja Jerzego Grzegorzewskiego
Teatr Narodowy otwarto ponownie 19 listopada 1996 roku, w rocznicę pierwszej, osiemnastowiecznej premiery. Odzyskanie przez Teatr Narodowy miejsca w świadomości polskich widzów po 15 latach i odbudowa jego znaczenia na scenie krajowej określiły kierunek działań dwóch kolejnych dyrektorów, Jerzego Grzegorzewskiego (1997–2003) i Jana Englerta (od 2003).
Grzegorzewski chciał ukazać ciągłość historyczną Teatru Narodowego, wpisać go w teatralną tradycję Polski, ukazać jego najlepsze korzenie. Przejawiało się to w repertuarze i wyborze współpracujących z teatrem reżyserów – byłych dyrektorów Teatru Narodowego, a nawet w oprawie graficznej druków teatru (afiszy, programów). Z myślą o młodej widowni stworzono oryginalny program edukacyjny. Do wygłaszania wykładów poświęconych dziejom polskiego i światowego teatru i dramatu zaproszono najwybitniejszych polskich intelektualistów, a bohaterami wieczorów poetyckich byli m.in. Tadeusz Różewicz, Czesław Miłosz i Zbigniew Herbert. Za dyrekcji Grzegorzewskiego Teatr Narodowy odzyskał pozycję jednej z najważniejszych scen w kraju. Znaczenia nadawała mu również twórczość samego dyrektora – jednego z najważniejszych polskich reżyserów końca XX wieku.
Na afiszu pojawiły się również nazwiska innych reżyserów, takich jak Henryk Tomaszewski, Maciej Prus, Kazimierz Kutz. W Teatrze Narodowym zaczęli regularnie występować aktorzy związani do tej pory ze sceną krakowską, m.in.: Jerzy Trela, Jerzy Radziwiłowicz, Beata Fudalej. Świetne kreacje stały się udziałem aktorów starszego pokolenia: Jerzego Łapińskiego, Ignacego Gogolewskiego i Igora Przegrodzkiego.
Pierwszą premierą nowego dyrektora była Noc listopadowa Wyspiańskiego (1997). Wybór dramatu miał być drogowskazem na dalsze sezony. Grzegorzewski pragnął uczynić z teatru Dom Wyspiańskiego, nawiązując do modernistycznego dramatopisarza i malarza, który łączył tradycję teatru romantycznego z wizją teatru przyszłości. Wyspiański uważany jest za jednego z wybitnych przedstawicieli Wielkiej Reformy Teatralnej, wizjonera nowoczesnej inscenizacji. Z pełnym przekonaniem można twierdzić, że z wizji teatru Wyspiańskiego różnorodne inspiracje czerpali najważniejsi polscy inscenizatorzy dwudziestego wieku (Jerzy Grotowski, Tadeusz Kantor, Konrad Swinarski, Andrzej Wajda). Grzegorzewski, reżyser i scenograf, wystawił na scenie narodowej również Sędziów i Wesele Wyspiańskiego oraz adaptację Studium o „Hamlecie”. Ostatni spektakl Grzegorzewskiego On. Drugi Powrót Odysa, też podejmował dialog z myśleniem Wyspiańskiego o sztuce, życiu i śmierci.
W repertuarze Grzegorzewski chętnie umieszczał też dzieła innych wybitnych polskich pisarzy XX wieku: Witolda Gombrowicza (Ślub, Operetka), Tadeusza Różewicza (Kartoteka, Na czworakach – oba w reż. Kazimierza Kutza).
Rozważania o losie artysty, o relacjach między sztuką i życiem budziły jednak gorące spory wśród publiczności. Autorskie inscenizacje Grzegorzewskiego nie wpisywały się dla wielu krytyków i ludzi teatru w wyobrażenia o Teatrze Narodowym, który nie może być podporządkowany jednej, nawet wielkiej osobowości, tworzącej w określonej estetyce.

## Aktorzy Teatru Narodowego (m.in.)
- Agnieszka Truskolaska
- Wojciech Bogusławski
- Alojzy Żółkowski
- Bonawentura Kudlicz
- Mieczysław Frenkiel
- Wincenty Rapacki
- Helena Modrzejewska
- Kazimierz Kamiński
- Juliusz Osterwa
- Stefan Jaracz
- Jan Kurnakowicz
- Kazimierz Opaliński
- Tadeusz Łomnicki
- Ignacy Machowski
- Gustaw Holoubek
- Halina Mikołajska
- Stanisław Zaczyk
- Zdzisław Mrożewski
- Barbara Rachwalska
- Ignacy Gogolewski
- Wojciech Siemion
- Józef Duriasz
- Małgorzata Lorentowicz
- Zofia Kucówna
- Janusz Gajos

## Obecny zespół aktorski (sezon 2024/2025)

### Aktorki
- Ewa Bukała
- Ewa Konstancja Bułhak
- Anna Chodakowska
- Monika Dryl
- Beata Fudalej
- Wiktoria Gorodeckaja
- Anna Grycewicz
- Joanna Gryga
- Anna Gryszkówna
- Kinga Ilgner
- Aleksandra Justa
- Dominika Kluźniak
- Paulina Korthals
- Justyna Kowalska
- Małgorzata Kożuchowska
- Joanna Kwiatkowska-Zduń
- Anna Lobedan
- Michalina Łabacz
- Sławomira Łozińska
- Gabriela Muskała
- Edyta Olszówka
- Zuzanna Saporznikow
- Anna Seniuk
- Patrycja Soliman
- Danuta Stenka
- Paulina Szostak
- Beata Ścibakówna
- Anna Ułas
- Magdalena Warzecha
- Ewa Wiśniewska
- Hanna Wojtóściszyn

### Aktorzy
- Marek Barbasiewicz
- Mariusz Benoit
- Bartłomiej Bobrowski
- Paweł Brzeszcz
- Wiesław Cichy
- Robert Czerwiński
- Sebastian Dela
- Karol Dziuba
- Jan Englert
- Jan Frycz
- Jakub Gawlik
- Piotr Grabowski
- Oskar Hamerski
- Arkadiusz Janiczek
- Robert Jarociński
- Mateusz Kmiecik
- Mirosław Konarowski
- Cezary Kosiński
- Waldemar Kownacki
- Piotr Kramer
- Grzegorz Kwiecień
- Hubert Łapacz
- Grzegorz Małecki
- Kacper Matula
- Jacek Mikołajczak
- Kamil Mrożek
- Paweł Paprocki
- Hubert Paszkiewicz
- Piotr Piksa
- Karol Pocheć
- Marcin Przybylski
- Jerzy Radziwiłowicz
- Mateusz Rusin
- Henryk Simon
- Przemysław Stippa
- Adam Szczyszczaj
- Paweł Tołwiński

## Najważniejsze realizacje
Wiek XVIII
- Natręci Józefa Bielawskiego, 19 listopada 1765
- Nędza uszczęśliwiona Macieja Kamieńskiego, libretto Wojciecha Bogusławskiego, 11 lipca 1778
- Powrót posła Juliana Ursyna Niemcewicza, 15 stycznia 1791
- Cud mniemany, czyli Krakowiacy i Górale Wojciecha Bogusławskiego, 1 marca 1794

Wiek XX
- Uciekła mi przepióreczka Stefana Żeromskiego w reż. Juliusza Osterwy, 1925
- Kordian Juliusza Słowackiego w reż. Erwina Axera, 1956
- Historya o chwalebnym Zmartwychwstaniu Pańskim Mikołaja z Wilkowiecka w reż. Kazimierza Dejmka, 1962
- Żywot Józefa Mikołaja Reja w reż. Kazimierza Dejmka, 1965
- Namiestnik Rolfa Hochhutha w reż. Kazimierza Dejmka, 1966
- Dziady Adama Mickiewicza w reż. Kazimierza Dejmka, 1968
- Balladyna Juliusza Słowackiego w reż. Adama Hanuszkiewicza, 1974
- Fedra Jeana Baptiste’a Racine’a w reż. Adama Hanuszkiewicza, 1977
- Noc listopadowa Stanisława Wyspiańskiego w reż. Jerzego Grzegorzewskiego, 1997
- Sędziowie Stanisława Wyspiańskiego w reż. Jerzego Grzegorzewskiego, 1999

Wiek XXI
- Kosmos Witolda Gombrowicza w reż. Jerzego Jarockiego, 2005
- Tartuffe albo Szalbierz Molière’a w reż. Jacques’a Lassalle’a, 2006
- Miłość na Krymie Sławomira Mrożka w reż. Jerzego Jarockiego, 2007
- Tango Sławomira Mrożka w reż. Jerzego Jarockiego, 2009
- Aktor Cypriana Kamila  Norwida w reż. Michała Zadary, 2012
- Kordian Juliusza Słowackiego w reż. Jana Englerta, 2015
- Dziady Adama Mickiewicza w reż. Eimuntasa Nekrošiusa, 2016
- Ślub Witolda Gombrowicza w reż. Eimuntasa Nekrošiusa, 2018